# Pico del Grajal de Arriba
El pico del Grajal de Arriba es una montaña situada en el macizo de Ándara, en España. Tiene una altitud de 2349 metros.